# شوتا كريكالاشفيلي
شوتا كريكالاشفيلي (28 يناير 1993 بكوتايسي في جورجيا - ) هو لاعب كرة قدم جورجي في مركز الدفاع.

## وصلات خارجية
- شوتا كريكالاشفيلي على موقع الاتحاد الأوربي (الإنجليزية)
- شوتا كريكالاشفيلي على موقع قاعدة بيانات كرة القدم.إي يو (الإنجليزية)
- شوتا كريكالاشفيلي على موقع ناشيونال فوتبول تيمز (الإنجليزية)
- شوتا كريكالاشفيلي على موقع Soccerway.com (الإنجليزية)
- شوتا كريكالاشفيلي على موقع عالم كرة القدم.نت (الإنجليزية)